# Al Hamriyah
Al Hamriyah (in arabo الحمریه‎?), o anche Al Hamriya, è una municipalità dell'Emirato di Sharja, negli Emirati Arabi Uniti che si trova nella zona settentrionale di Sharja al confine con l'Emirato di Umm al-Qaywayn.

## Territorio
Il territorio della municipalità occupa una superficie di 71,8  km² che si sviluppa nella zona settentrionale di Sharja, in una striscia di terra che parte dal Golfo Persico e si inoltra per circa 15 km nell'entroterra fra l'Emirato di Umm al-Qaywayn a nord e l'Emirato di Ajman a sud.
L'area è delimitata a nord dalla Sheikh Zayed Road (E 55) ed è attraversata trasversalmente dalla Al Ittihad Road (E11) e dalla Sheikh Mohammed Bin Zayed Road (E 311).
La municipalità è ad uso misto residenziale e industriale. La parte residenziale è costituita da Hamriya West e Hamriya East.
Hamriya West si trova fra il mare e la Al Ittihad Road (E 11) sulla costa settentrionale di Hamriya. Quì si trova l'area residenziale, tuttora in fase di sviluppo,  chiamata Sharjah Waterfront City realizzata su una serie di isole artificiali. I due maggiori complessi sono il Ajmal Makan City e il Blue Bay Walk. Sulla costa si trovano le due famose spiagge di Al Hamriya Beach (a sud) e Sharjah Waterfront City Beach (a nord).
Altri punti di riferimento in Hamriya West includono:
- lo stadio della squadra di calcio locale Al Hamriyah Sports Club che milita nella Prima Divisione degli Emirati Arabi;[6]
- gli Al Hamriyah Studios, uno spazio espositivo della Sharjah Art Foundation.[7]

Hamriya East si trova a oriente della Al Ittihad Road e ospita per lo più villette di residenze private. Nella zona si trova il parco Al Hamriyah East Community Ladies Park, riservato esclusivamente alle donne per fare passeggiate o jogging.
La zona industriale di Hamriya è formata dalla Hamriyah Free Zone e dal suo porto. La Hamriyah Free Zone è una zona franca di 30 km² situata nella zona meridionale di Hamriya. La zona è stata istituita con un decreto il 12 novembre 1995 e fornisce ai propri investitori una serie di servizi nei settori di: oil and gas, alimentare, produzione industriale, industria marittima, logistica e sviluppo delle PMI. Attualmente, nella zona franca di Hamriyah sono state create circa più di 6.500 imprese appartenenti a 163 paesi.
Il porto di Hamriya è un porto di medie dimensioni posto a nord della zona franca. La costruzione del porto è iniziata nel 1984 e completata nel 1986. Alla fine del 1997 è stato completato e avviato l'esercizio di un ormeggio per merci generiche di 250 m, seguito dalla costruzione di un ormeggio per prodotti petroliferi generici. Nel 2009 il porto è stato ingrandito con la costruzione di due bacini più piccoli in direzione nord-nord-est rispetto al bacino principale. Il porto può gestire navi di lunghezza fino a 230 metri con pescaggio di 13 metri. Il porto è gestito dalla Sharjah Port Authority.